# Нуминозность
Нумино́зность (лат. numen — божество, воля богов) — понятие, характеризующее важнейшую сторону религиозного опыта, связанного с интенсивным переживанием таинственного и устрашающего божественного присутствия.

## Описание
В научный оборот это понятие было введено немецким теологом и историком религии Рудольфом Отто, который воспользовался латинским словом «нумен». Нуменом древние римляне называли могущественную божественную силу, властно распоряжавшуюся человеческой судьбой.
По определению Отто, «Священное», «Божество» предстают в религиозном опыте как «нуминозное», будучи явлены в образе «совершенно Иного» по отношению ко всем представлениям эмпирического опыта. Восприятие «совершенно Иного» придает содержанию религиозного опыта неповторимое своеобразие откровения тайны устрашающей (лат. mysterium tremendum) и одновременно очаровывающей (лат. mysterium fascinans). Поэтому типичным нуминозным эмоциональным откликом на «встречу со Священным» оказывается сочетание «страха и трепета» с «восхищением и восторгом». Эта сложная гармония из сферы религиозного опыта переходит в другие области религиозной культуры, становясь её сокровенным началом.
Карл Густав Юнг так писал о нуминозности в 1937 году:
«Динамическое существование или воздействие, не связанное с произвольным актом. И даже наоборот, такое воздействие захватывает, овладевает человеческим субъектом, который скорее всего является жертвой нуминозности, чем её создателем. Numinosum — чем бы ни была её причина — является условием существования субъекта, независимым от его воли. Numinosum является или качеством какого-либо видимого объекта или воздействием невидимой силы, вызывающей особые изменения сознания». (Юнг К. Г. «Архетип и символ»).
Это определение хорошо соответствует мыслям Рудольфа Отто, высказанным им в книге «Священное. Об иррациональном в идее божественного и его соотношении с рациональным» (1917). Юнг считал, что без встречи с нуминозностью невозможен никакой религиозный опыт. Нуминозность является одним из аспектов вышестоящего (индивидуального и коллективного) образа Бога. В результате проведённых исследований религиозных переживаний Юнг пришёл к выводу, что ранее неосознаваемый материал пробивается через контроль Я, подавляя точно так же сознательную личность, как это происходит при прорыве бессознательного в патологических ситуациях. Когда как-то Юнга попросили рассказать о его личных встречах с «Божественным», Юнг ответил, что он не нашёл убедительного доказательства существования Бога. Но переживания его были такой интенсивности, что словами никак невозможно передать тогдашние впечатления.
В культурологии понятие нуминозности применяется для обозначения специфических проявлений религиозной духовности и особенностей религиозного художественного творчества.